# Nicolás de Vergara le Vieux
Nicolás de Vergara le Vieux est un maître verrier, peintre et sculpteur espagnol, actif à Tolède et connu à partir de 1542, mort à Tolède le 11 août 1574.
Il est le fils du maître verrier flamand Arnao de Flandes et frère des maîtres verriers espagnols Arnao de Vergara et de Arnao de Flandes. Il a été marié à  Catalina de Colonia. Il est le père de Nicolás de Vergara le Jeune (Nicolás de Vergara el Mozo) (vers 1542 - 1606) et de Juan de Vergara qui sont les derniers représentants de la famille dans l'art des vitraux.